# Martha Ripley
Martha Ripley (30 de noviembre de 1843 - 18 de abril de 1912), Cuyo nombre completo fue Martha George Rogers Ripley, fue una médica, profesora de medicina, sufragista y activista estadounidense, fundadora del Hospital de Maternidad en Minneapolis, Minnesota, conocido como el Hospital de maternidad para madres casadas y solteras. Ripley fue una de las activistas más abiertas a favor de los derechos de las mujeres desfavorecidas.
Martha George Rogers nació el 30 de noviembre de 1843 en Lowell (Vermont), siendo la mayor de los cinco hijos de Esther Ann (George) y Francis Rogers, ganadero. La familia se trasladó a la frontera de Iowa, donde Martha asistió a la escuela secundaria (que abandonó sin obtener el título). Obtuvo el título de maestra de primera clase y enseñó en la escuela primaria durante un tiempo. En 1867 se casó con el ranchero William Warren Ripley, hijo de una conocida familia de propietarios de molinos de Massachusetts. Poco después regresaron al estado natal de él, Massachusetts, donde trabajó como gerente de la fábrica de papel de su tío en Lawrence. La pareja tuvo tres hijas, Abigail, Clara y Edna May. En pocos años, William compró su propia fábrica y trasladó a la familia a Middleton.
Ripley se unió a los sufragistas en 1875 y trabajó para establecer un grupo sufragista activo en Middleton, haciéndose íntima amiga de los sufragistas de Boston Lucy Stone y Henry Browne Blackwell. El éxito de sus esfuerzos le valió un lugar en el movimiento sufragista de todo el estado, y fue elegida miembro del comité central y del comité ejecutivo de la Massachusetts Woman Suffrage Association, ocupando ambos cargos hasta 1883. Se sabe que Ripley era una excelente oradora y a menudo franca, por lo que era muy conocida y apreciada por muchas mujeres profesionales y varios médicos.
La preocupación de Ripley por los problemas de salud de las mujeres que trabajaban en las fábricas textiles de Massachusetts la impulsó a estudiar medicina. Ripley se matriculó en 1880 en la Facultad de Medicina de la Universidad de Boston (de la que se había graduado recientemente una de sus hermanas) y obtuvo el título de doctora en medicina en 1883. Ripley se matriculó en la tradición homeopática en lugar de en la medicina alopática, dominada por los hombres. Ese mismo año, su marido resultó gravemente herido en un accidente en una fábrica y se vio obligado a retirarse de su negocio. Ahora que dependía económicamente de la capacidad de Ripley para ganarse la vida, la pareja se trasladó a Minneapolis, Minnesota, donde William tenía parientes y donde un creciente sector industrial ofrecía oportunidades a los emprendedores.
Con algunas dificultades, Ripley estableció una consulta médica en Minneapolis y se convirtió en una obstetra de éxito. Recibió su licencia para ejercer en 1883, lo que la convirtió en una de las dos primeras docenas de doctoras licenciadas del estado. Ese mismo año, Ripley fue elegida presidenta de la Asociación del Sufragio Femenino de Minnesota y, gracias a sus considerables contactos, consiguió que la convención nacional de la Asociación Americana del Sufragio Femenino se celebrara en Minneapolis en 1885. En un momento dado, Ripley llegó a solicitar personalmente al Senado estatal el derecho al voto.
Durante sus seis años como presidenta, se pronunció a menudo sobre cuestiones de salud pública como el saneamiento de la ciudad, el agua potable, la adulteración de los alimentos y el hacinamiento de los pacientes en los hospitales. Ripley también promovió la presencia de más matronas en el cuerpo de policía y la participación de las mujeres en la junta municipal. Se convirtió en una de las primeras defensoras de la cremación, tanto por motivos de salud pública como por la reducción de costes para los pobres de las ciudades. Tras la presidencia, Ripley continuó su participación en la asociación durante otros seis años como miembro de la junta médica de la asociación.
Entre otras cuestiones discriminatorias, hasta 1891 la edad de consentimiento era de diez años. En una de las muchas cartas escritas a un editor de Minneapolis, Ripley señaló que la propiedad de las niñas estaba mejor protegida por el Estado que sus personas. Tras la aprobación de una ley durante la 26ª Legislatura de Minnesota en 1889 que facultaba a los padres a negar derechos a sus hijos no nacidos, Ripley replicó que el proyecto era "digno de la Edad Media". En la campaña para elevar la edad de consentimiento de las niñas de los 10 a los 18 años, Ripley tuvo un éxito parcial cuando en 1891 la legislatura estatal elevó la edad de consentimiento a los 14 años.
Al igual que otras médicas de la época, Ripley descubrió que la mayoría de sus pacientes eran mujeres y niños pequeños que a menudo tenían problemas para acceder a la atención hospitalaria; por ejemplo, ningún hospital de Minneapolis de la época admitía a una mujer embarazada que no estuviera casada. Ripley se sintió inspirada para fundar un nuevo hospital dirigido por y para mujeres, especialmente mujeres en circunstancias económicas difíciles. Constituido en 1887, su Hospital de Maternidad -más tarde rebautizado como Ripley Memorial Hospital- estuvo en funcionamiento hasta 1957, cuando se cerró debido a su baja ocupación y a problemas de financiación. Desde sus comienzos en 1886, sólo tres años después de la graduación de Ripley, el Hospital de Maternidad creció rápidamente hasta convertirse en una instalación de veinte habitaciones y funcionó "para proporcionar un hospital de reposo" tanto para mujeres casadas sin medios para una atención adecuada como para "chicas que anteriormente habían tenido un buen carácter" pero "se habían descarriado". En 1896, el hospital se trasladó a la esquina de Western y Penn Avenue North, donde consolidó su reputación gracias a las tasas de mortalidad materna más bajas de la región y se convirtió en el primer hospital de Minneapolis en establecer un departamento de servicios sociales.
Gracias a los continuos esfuerzos de Ripley, el hospital y su labor de defensa fortalecieron el movimiento sufragista en Minnesota con líderes como Frances Willard y Carrie Chapman Catt, que a menudo eran huéspedes de Ripley. Su activismo era bien conocido, respetado, pero a menudo ridiculizado. Ripley también fue nombrada directora de escuelas públicas, pero no fue elegida debido a su inelegibilidad como mujer. Ripley también fue profesora de enfermedades infantiles en el Colegio Médico Homeopático de Minnesota y participó activamente en la Liga de Rescate de Mujeres, que ayudaba a prostitutas.
Gracias a los continuos esfuerzos de Ripley, el hospital y su defensa fortalecieron el movimiento sufragista en Minnesota, con líderes como Frances Willard y Carrie Chapman Catt, que a menudo eran huéspedes de Ripley. Su activismo era bien conocido, respetado, pero a menudo ridiculizado. Ripley también fue nombrada directora de escuelas públicas, pero no fue elegida debido a su inelegibilidad como mujer. Ripley también fue profesora de enfermedades infantiles en el Colegio Médico Homeopático de Minnesota y participó activamente en la Liga de Rescate de Mujeres, que ayudaba a prostitutas.
El 18 de abril de 1912, la Dra. Martha George Ripley falleció debido a complicaciones derivadas de una infección respiratoria y una cardiopatía reumática. De acuerdo con su propia opinión, fue incinerada. En 1939, se instaló en la rotonda del edificio del capitolio del estado de Minnesota una placa en su honor como mujer pionera en la medicina y fundadora de un hospital.
Tras el cierre de la Maternidad en 1957, la estructura del hospital se vendió y los beneficios se utilizaron para crear la Fundación Ripley Memorial. Desde 1993, la fundación se ha centrado en apoyar programas de prevención de embarazos en adolescentes. En 2007, el edificio del hospital se convirtió en apartamentos y pasó a llamarse Ripley Gardens, una remodelación financiada en parte por el National Trust for Historic Preservation. "Her ashes were eventually placed in the cornerstone (...)" of this current building" de este edificio actual. En el libro Historia de la ciudad de Minneapolis, Minnesota, "written before her death said, (...) she has proven herself friend of the friendless, the consoler of the sorrowing, the wise counselor and efficient helper of the unfortunate".